# Хамицевич, Роман Валерьевич
Рома́н Вале́рьевич Хамице́вич (род. 7 декабря 1978 года, Ленинград) — российский лыжник и сноубордист, выступающий в параллельных дисциплинах. Призёр Сурдлимпийских игр, заслуженный мастер спорта. Чемпион мира (2013), чемпион и бронзовый призёр чемпионата Европы (2012), победитель и призёр чемпионатов и кубков России по сноуборду (спорт глухих).

## Награды и спортивные звания
- Благодарность Президента Российской Федерации (8 апреля 2015 года) — за выдающийся вклад в повышение авторитета Российской Федерации и российского спорта на международном уровне и высокие спортивные достижения на XVIII Сурдлимпийских зимних играх 2015 года[2].
- Заслуженный мастер спорта России (2015).